# Joe Perry (snookerspelare)
Joseph Raymond "Joe" Perry, född 13 augusti 1974, är en engelsk före detta professionell snookerspelare. Perry lade träpinnen på hyllan i April 2025. Han är numera kommentator för BBC. 

## Snookerkarriär
- 1999: Debuterar i VM i Crucible Theatre och vinner 16-delsfinalen över Steve Davis med 10-9 på den sista svarta bollen. Förlorar i åttondelsfinalen mot Ronnie O'Sullivan.
- 2001: Gör sitt första rankingslutspel vid European Open på Malta, men förlorar emot Stephen Hendry i finalen.
- 2002: Klättrar i rankingen till bland de 16 bästa i världen.
- 2008: Når semifinal i VM i Crucible efter vinst emot tidigare världsmästaren Graeme Dott och Stephen Maguire, som var en av förhandsfavoriterna. Förlorar dock semifinalen knappt med 15-17 emot Allister Carter.
- 2013: Vinner Yixing Open Asian Tour-eventet.
- 2014: Når finalen i Wuxi Classic men förlorar en 10-9 thriller emot Neil Robertson. Klättrar till nummer nio i världen.
- 2015: Vinner sin första rankingtitel vid Players Championship i Thailand. Vinner emot Ding Junhui och Stuart Bingham för att nå finalen. Hamnar i underläge med 0-3 emot Mark Williams men vänder och vinner med 4-3 och 100 000 pund i högsta pris.
- 2016: Förlorar emot Ali Carter i finalen i Yushan World Open.
- 2017: Når sin första Triple Crown-final på Masters men förlorar med 10-7 emot Ronnie O’Sullivan.
- 2018: Närmar sig finalen i European Masters i Belgien innan han förlorade med 9-6 mot Jimmy Robertson. Slår ut Mark Selby ur världsmästerskapet och förlorar sedan i åttondelsfinal.
- 2019: Tar sig till semifinal i Northern Ireland Open innan han förlorar mot Ronnie O’Sullivan.
- 2020: Tar sig till kvartsfinalen i Masters och slår Ding Junhui på Alexandra Palace innan han förlorar mot Shaun Murphy.
- 2022: Vinner över Judd Trump med 9-5 i finalen i Welsh Open, som han beskriver som det bästa ögonblicket i sin 30-åriga karriär. Det är hans andra rankningstitel och första på brittisk mark. Kvartsfinalist vid UK Championship.
- 2025: Perry lägger av sin professionella karriär och fortsätter som kommentator för BBC.

## Titlar

### Rankingtitlar
- Players Championship – 2015
- Welsh Open - 2022

### Mindre rankingturneringar
- Yixing Open – 2013
- Xuzhou Open – 2015

### Övriga titlar
- Merseyside Professional Championship – 2004
- Championship League – 2008